# Rebelión del Ron
La Rebelión del Ron del año 1808 fue el único golpe exitoso armado en la historia del gobierno de Australia. El  Gobernador de Nueva Gales del Sur William Bligh, fue depuesto por el Cuerpo de Nueva Gales del Sur bajo el mando del  Mayor George Johnston, en estrecha colaboración con  John Macarthur, el 26 de enero de 1808, 20 años después del día en que Arthur Phillip fundara el asentamiento europeo en Australia. Posteriormente la colonia fue gobernada por los militares, con el oficial militar de alto rango destacado en Sídney, en calidad de teniente gobernador de la colonia hasta la llegada desde Gran Bretaña del General Lachlan Macquarie como el nuevo gobernador a principios del año 1810.

## Nombramientos de Gobernador
William Bligh, famoso por su derrocamiento en el motín del Bounty, era un oficial naval y el cuarto Gobernador de Nueva Gales del Sur. Sucesor del Gobernador Philip Gidley King en el año 1805, después de haberle sido ofrecido el puesto por Sir Joseph Banks. Es probable que él fuese seleccionado por el Gobierno británico como gobernador debido a su reputación de hombre duro. Encontraban en él una buena oportunidad de frenar el disidente Cuerpo de Nueva Gales del Sur, algo que sus predecesores no habían sido capaces de lograr. Bligh fue a Sídney con su hija, María Putland y el esposo de esta, John Putland,  (quien murió en enero del año 1808, inmediatamente antes de la rebelión del ron). La esposa de Bligh permaneció en Inglaterra.
Incluso antes de su llegada el estilo de gobierno de Bligh le acarreó problemas con sus subordinados. El Almirantazgo el mando del storeship (buque dedicado a transportar pertrechos) Porpoise y del convoy, compuesto de otros cinco barcos entre balleneros y de transporte al Capitán Joseph Short, con Bliggh viajando en el transporte Lady Madeleine Sinclair escoltado por el Porpoise a cargo de Joseph Short. Las instrucciones del Almirantazgo a Short eran de que él estaría al mando del convoy hasta llegar a la colonia, momento en el cual pasaría a estar subordinado a Bligh. Pero Bligh interpretó estas de manera diferente, convencido de que tendría el mando de todos los barcos durante todo el trayecto. Esto dio lugar a disputas que finalmente dieron lugar al capitán Short disparando a través de la proa y popa del Porpoise, a fin de obligar a Bligh a obedecer a sus señales cuando este alteró el curso del Lady Madeleine Sinclair. Cuando esto falló, Short trató de dar una orden al teniente Putland, yerno de Bligh, de ponerse en disposición para disparar otra vez contra el barco de Bligh. Cuando este se negó Bligh subió al Porpoise y tomó el control del convoy.
Cuando llegaron a Sídney, Bligh, respaldado por las declaraciones de dos de los oficiales, hizo despojar a Short de la capitanía del Porpoise -dándosela a su yerno- canceló los 600 acres (2,43 km²) en el país que habían sido prometidos a Short como pago por el viaje y lo envió de vuelta a Inglaterra para ser juzgado por la corte marcial, en la que Short fue absuelto El presidente de la corte,  Sir Isaac Coffin, escribió al Ministerio de Marina e hizo varias acusaciones graves contra Bligh, incluyendo que había influido en los funcionarios a declarar en contra de Short. La esposa de Bligh obtuvo una declaración de uno de los oficiales que negaba esto y Banks, junto a otros partidarios de Bligh, presionaron con éxito contra su destitución como gobernador.

### Llegada a Sídney
Poco después de su llegada a Sídney, en agosto del año 1806, Bligh fue recibido con un discurso de bienvenida firmado por el comandante Johnston representando a los militares, por  Richard Atkins en representación de los funcionarios civiles, y por  John Macarthur por parte de los colonos libres. Sin embargo, poco después, también recibió las direcciones de los colonos libres y liberados de Sídney de la región de Hawkesbury River, con un total de 369 firmas, muchas de ellas solo con una cruz, quejándose de que Macarthur no los representan, ya que lo culpó por la retención de las ovejas con el propósito de aumentar el precio de la carne de cordero.

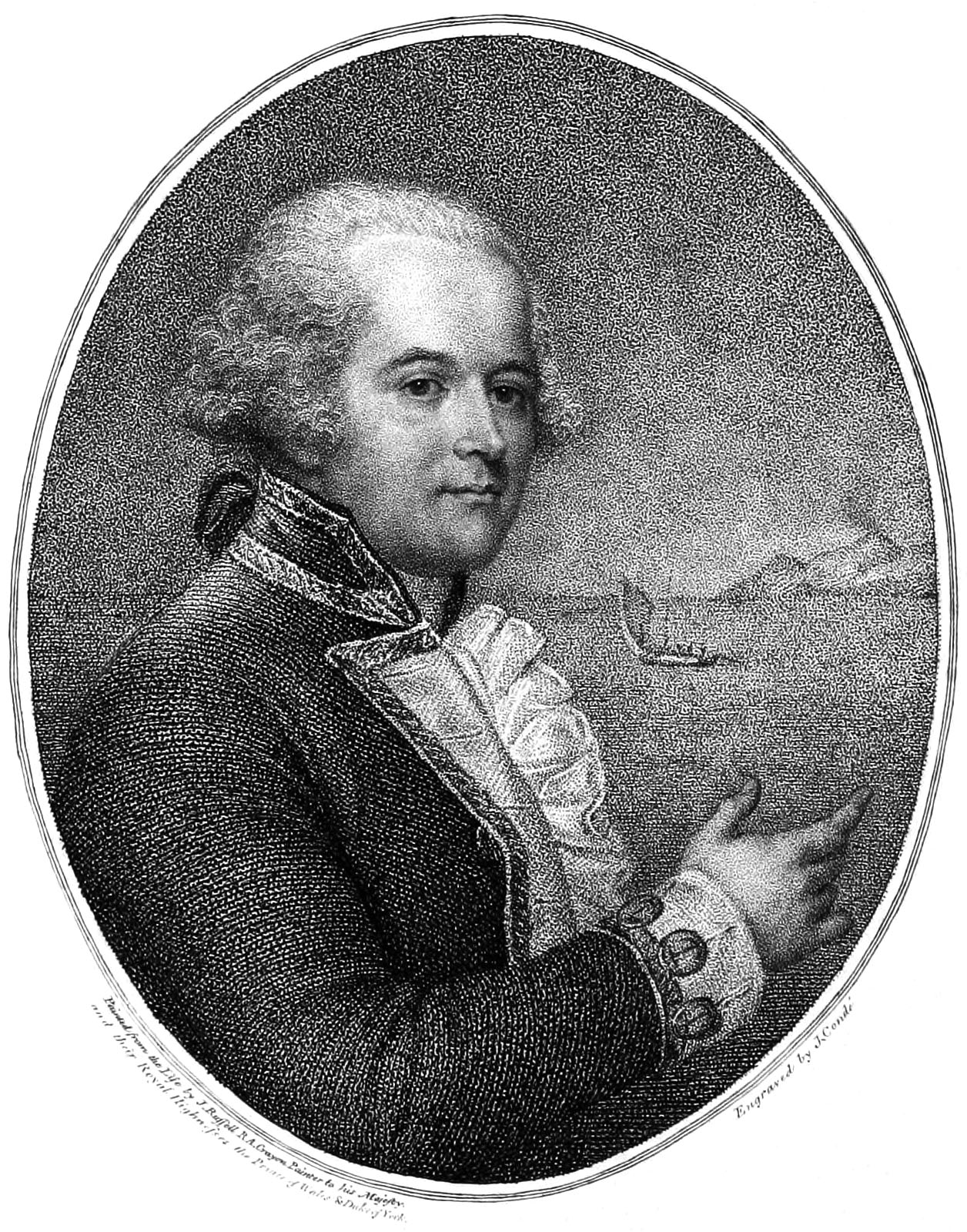
Bligh en 1792

Una de las primeras acciones de Bligh era utilizar las tiendas de la colonia y los rebaños con el fin de proporcionar alivio a los agricultores que habían sido gravemente afectados por las inundaciones del río Hawkesbury, una situación que había alterado la economía de trueque en la colonia. Los suministros se dividieron de acuerdo a los más necesitados y se tomaron medidas para los suministros que se podían retirar de las tiendas sobre la base de la capacidad de pago. Esto le valió a Bligh la gratitud de los agricultores, pero la enemistad de los comerciantes en el Cuerpo que se habían estado aprovechando en gran medida de la situación.
Bligh, bajo las instrucciones del Ministerio de las Colonias, trató de normalizar las condiciones comerciales de la colonia, prohibiendo el uso de bebidas alcohólicas como pago de los productos básicos. Bligh había comunicado su política al Ministerio de las Colonias en el año 1807, con la advertencia de que su política se satisfaría con resistencia. Robert Stewart, vizconde de Castlereagh, Secretario de Estado para la Guerra y las Colonias, escribió de nuevo a Bligh y sus instrucciones se recibieron el 31 de diciembre de 1807. Las instrucciones eran para detener el trueque del licor y Herbert Vere Evatt llega a la conclusión en su historia de la Rebelión que ... "Bligh estaba autorizado a preventir la libre importación, para preservar el comercio bajo su entero control, para hacer cumplir todas las sanciones contra la importación ilegal y, a su discreción, para establecer las regulaciones para la venta de bebidas alcohólicas".
Evatt sostiene que la enemistad de los monopolios de la colonia se deriva de esta y otras políticas que contrarrestaron el poder de los ricos y promovieron el bienestar de los colonos pobres. Bligh había abandonado la práctica de la entrega de grandes donaciones de tierras a los poderosos de la colonia; durante su mandato concedió algo más de 1600 hectáreas de tierra, la mitad de ella a su hija y a él mismo.
Bligh también molestó a algunas personas al permitir que un grupo de convictos irlandeses juzgados por rebelión, por un tribunal que incluía a sus acusadores, a continuación, cuando seis de los ocho fueron absueltos, les mantuvo bajo arresto de todas formas. Despidió a D'Arcy Wentworth de su cargo de cirujano auxiliar de la colonia sin ninguna explicación, y condenado a tres comerciantes a un mes de prisión y a una multa por escribir una carta que él consideraba ofensiva. Bligh también desestimó a Thomas Jamison de la magistratura, 
al que describió en el año 1807 como "hostil" a un buen gobierno. Jamison fue era un cirujano General altamente capaz (y sin duda astuto) de Nueva Gales del Sur. Había acumulado considerable riqueza personal como comerciante marítimo y fue socio y amigo de negocios con Macarthur. Jamison nunca perdonó a Bligh por despedirle como un magistrado y de interferir en sus actividades de negocios privados, y apoyó una deposición posterior de Bligh.
En octubre del año 1807 el Mayor George Johnston escribió una carta formal de queja ante el Comandante en Jefe del Ejército Británico afirmando que Bligh era abusivo e interfería con las tropas del Cuerpo de Nueva Gales del Sur.  Está claro que Bligh se había hecho enemigos de algunas de las personas más influyentes en la colonia. También antagonizaba con algunos de los menos ricos cuando ordenó a los que tenían contratos de arrendamiento sobre el gobierno agrícola en Sídney para eliminarlos de sus casas.

### Enemistad entre  Bligh y Macarthur
MacArthur había llegado con el Cuerpo de Nueva Gales del Sur en el año 1790 como teniente, y por el año 1805 tenía importantes intereses agrícolas y comerciales en la colonia. Se había peleado con los predecesores de Bligh y se había enfrentado en tres duelos; Duffy, en su biografía de MacArthur, ve la clave de su carácter y las acciones en su agudo sentido del código de honor.

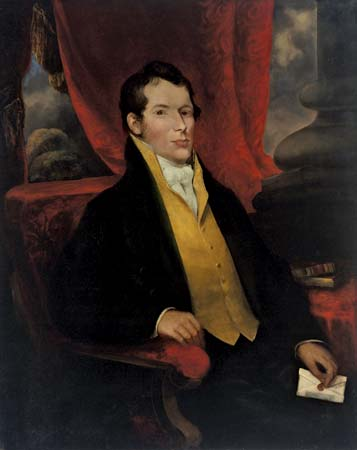
Retrato de John Macarthur por autor desconocido

Bligh y los intereses de MacArthur se enfrentaron en un número de diversas maneras. Bligh impidió que Macarthur distribuyera grandes cantidades de ron barato en el cuerpo. Por lo tanto se detuvo la importación, presuntamente ilegal, de los alambiques. El interés de MacArthur en un área de tierra concedida a él por el Gobernador King entraban en conflicto con los intereses urbanísticos de Bligh. MacArthur y Bligh también participaron en otros desacuerdos, incluyendo un conflicto sobre reglamentos de desembarco. En junio del año 1807 un preso se había escondido y escapó de Sídney en uno de los buques de Macarthur, y en diciembre del año 1807, cuando el buque volvió a Sídney, la fianza de 900 libras que los capitanes debían depositar si un convicto escapaba en uno de sus barcos para garantizar, precisamente que esto no ocurriese se consideró perdida.
Bligh dispuso que el Judge-Advocate, Richard Atkins, emitiese una orden para que John Macarthur compareciese sobre el asunto de la fianza el 15 de diciembre de 1807. Macarthur desobedeció la orden y fue arrestado y puesto en prisión preventiva hasta su comparecencia en el juicio de la próxima sesión de la Corte Penal en Sídney el 25 de enero de 1808. El tribunal estaba constituido por Atkins y seis funcionarios del Cuerpo de Nueva Gales del Sur. MacArthur objetó que Atkins no era apto para sentarse en el juicio porque él era su deudor y enemigo empedernido. Atkins rechazó esto, pero "la protesta de Macarthur contó con el apoyo de los otros seis miembros de la corte, todos funcionarios del Cuerpo. Sin el Judge-Advocate, el juicio no podría llevarse a cabo y el tribunal fue disuelto".

Bligh acusó a los seis oficiales de insurbodinación y convocó al Mayor George Johnston para que acudiera y tratar el asunto. Johnston alegó que estaba enfermo, cuando había destrozado su gig (carruaje) en la noche del 24 de vuelta a su casa de  Annandale después de cenar con los funcionarios del Cuerpo.  Este fue, posiblemente, el primer registró de un accidente en Australia por conducir ebrio.

## El derrocamiento del Gobernador Bligh

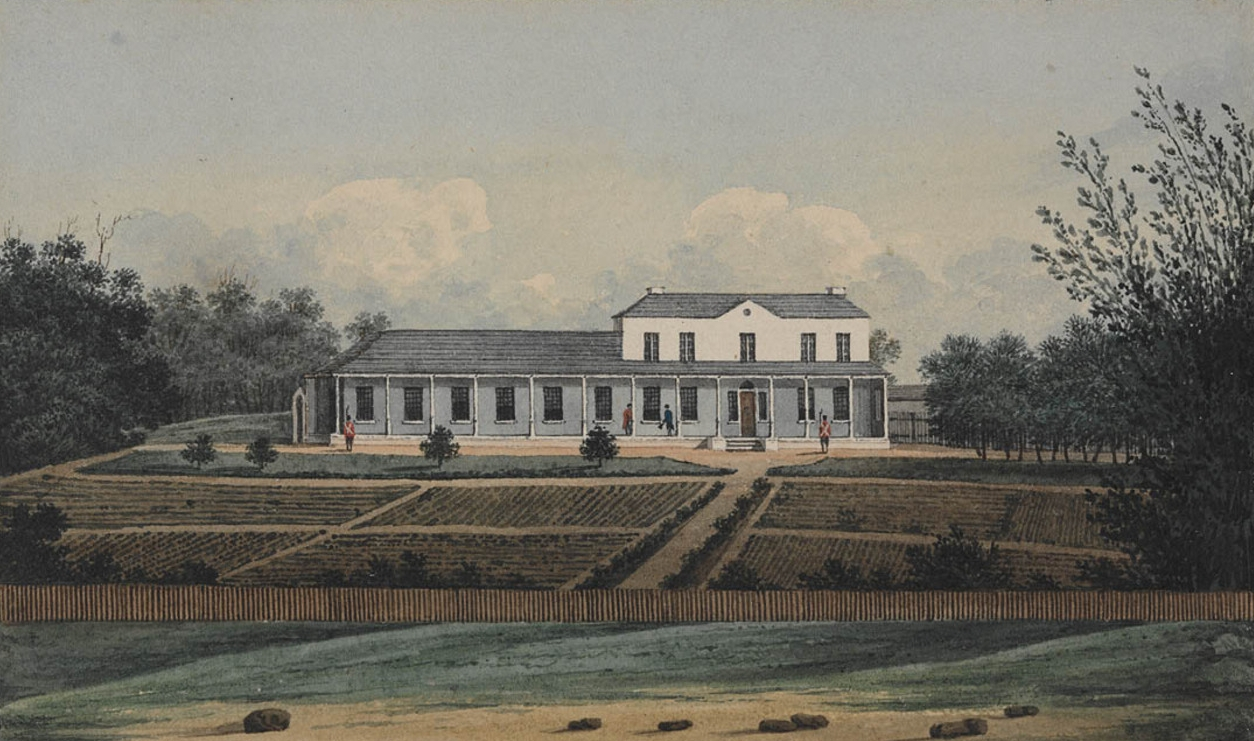
Acuarela del dibujo de la Casa de Gobierno, ca. 1809

En la mañana del 26 de enero de 1808 Bligh volvió a ordenar la detención de MacArthur y luego ordenó el retorno de los papeles a la corte, que estaban ahora en manos de los funcionarios del Cuerpo. El Cuerpo de Infantería respondió con la solicitud de un nuevo Judge-Advocate y la liberación de Macarthur en prisión preventiva. Bligh convocó a los agentes en la  Casa de Gobierno para responder a las acusaciones hechas por el juez y el Comandante informó a Johnston que consideraba como traición la acción de los funcionarios del Cuerpo.
Johnston, en cambio, había ido a la cárcel y ordenó la liberación de MacArthur, redactando después una petición en favor de Johnston para arrestar a Bligh y hacerse cargo de la colonia. Esta petición fue firmada por los funcionarios de los cuerpos y otros ciudadanos prominentes, pero, de acuerdo con Evatt, muy probablemente, la firma se había añadido solo después de que Bligh estaba a salvo bajo prisión preventiva. Johnston, luego de consultar con los oficiales, emitió una orden estableciendo que Bligh estaba "acusado por los habitantes respetables de los delitos que le hacían incapaz de ejercer la autoridad suprema por el momento en esta colonia; y en este cargo se han unido todos los oficiales bajo mi mando." Johnston hizo una llamada a Bligh para que renunciarse y someterse al arresto.

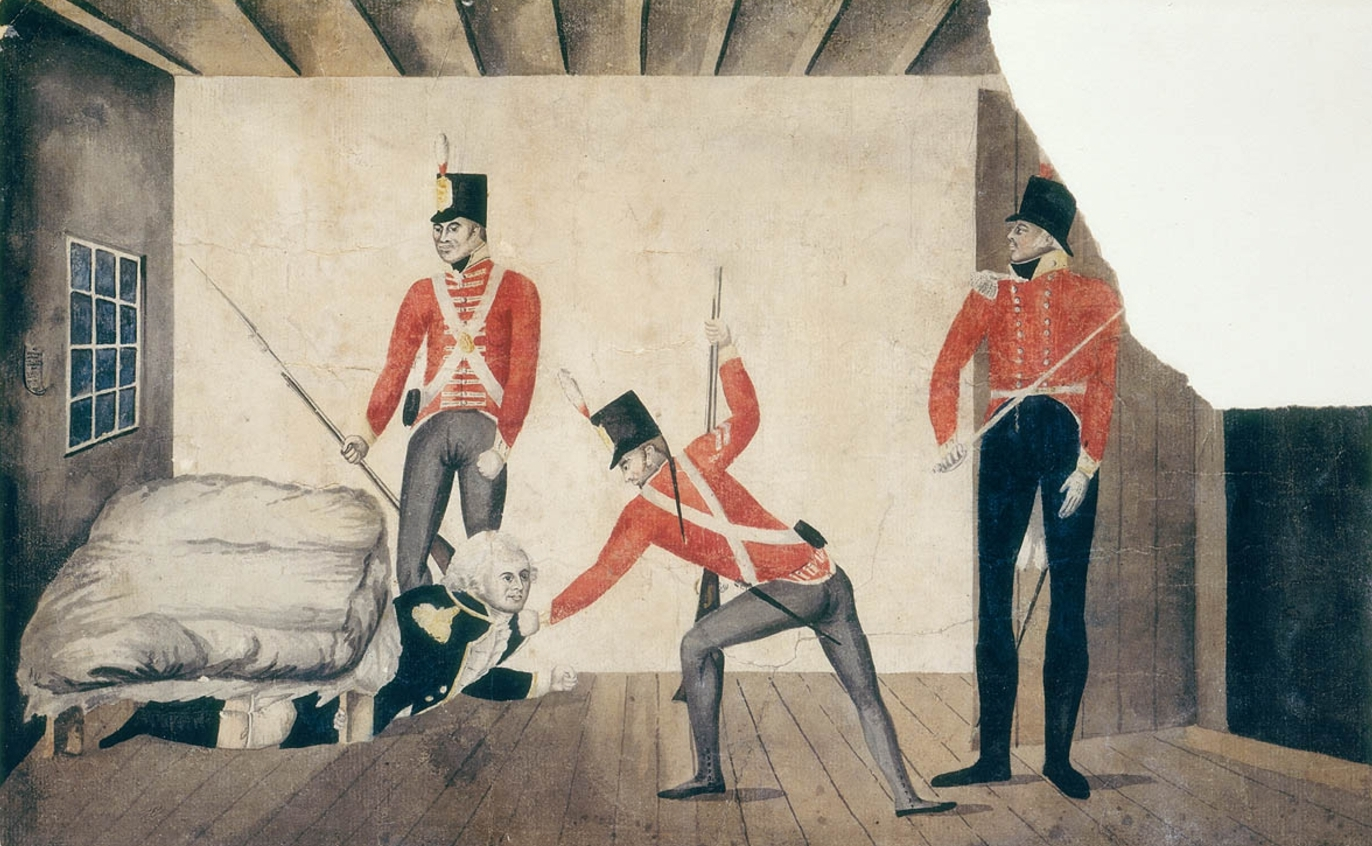
propaganda en una caricatura creada a las pocas horas de la detención de Bligh señalándole como un cobarde.

A las 18 horas el Cuerpo, con sus bandas y colores de gala, se dirigió a la Casa de Gobierno para arrestar a Bligh. Ellos se ven obstaculizadas por la hija de Bligh y su sombrilla pero el capitán Thomas Laycock finalmente encontró a Bligh, en uniforme de gala, por detrás de su cama donde, según él, escondía documentos. Bligh fue descrito como un cobarde por esto, pero Duffy argumenta que si Bligh estaba escondido habría sido para tratar de escapar y frustrar el golpe de Estado. En su libro Captain Bligh's Other Mutiny (Otros motines del Capitán Bligh) Stephen Dando-Collins está de acuerdo, y va tan lejos como para sugerir que Bligh estaba tratando de viajar hasta Hawkesbury y llevar a la guarnición de allí en contra de Johnston.  During 1808 Bligh was confined to Government House.  He refused to leave for England until lawfully relieved of his duty.
Johnston nombró al Supervisor General Charles Grimes como Judge-Advocate y ordenó el juicio de Macarthur y de los seis oficiales; Fueron declarados no culpables. MacArthur fue nombrado Secretario Colonial y, efectivamente, corrió con los negocios de la colonia. Otro destacado opositor de Bligh, Thomas Jamison aliado de Macarthur, se hizo con la Oficina Naval de la colonia (equivalente a la Recaudación de Aduanas e Impuestos especiales).Jamison fue reinstalado como magistrado, lo que le permitió a él ya sus compañeros oficiales jurídicos  examinar los documentos personales de Bligh para la evidencia de malas prácticas llevadas a cabo el gobernador depuesto. En junio del año 1809 Jamison navegó a Londres para reforzar sus negocios y aportar pruebas en contra Bligh en los procesos legales que se pudieran presentar contra los amotinados. Sin embargo Jamison murió en Londres a principios del año 1811, por lo que no tendría la oportunidad de testificar en la corte marcial de Johnston, que no se llevó a cabo hasta junio de ese mismo año (véase más adelante).

### Nombramiento de un nuevo Gobernador
Después de derrocar a Bligh Johnston notificó de los eventos a su oficial superior, el coronel  William Paterson, que se encontraba en Tasmania estableciendo un asentamiento en Port Dalrymple (ahora  Launceston. Paterson se mostró reacio a involucrarse hasta recibir órdenes claras de Inglaterra. Cuando se enteró en marzo de que el teniente coronel José Foveaux volvía a Sídney, con órdenes para convertirse y actuar como Teniente Gobernador, Paterson dejó que Foveaux hiciera frente a la situación imperante.
Foveaux llegó en julio y se hizo cargo de la colonia, lo que molestó a Macarthur. Como se esperaba una decisión de Inglaterra, y la sensación de que el comportamiento de Bligh había sido intolerable, Foveaux dejó a Bligh bajo arresto domiciliario y volvió su atención hacia la mejora de las carreteras de la colonia, puentes y edificios públicos, que a su juicio habían sido descuidados. Cuando aún no se habían recibido noticias de Inglaterra, llamó a Paterson en Sídney en enero del año 1809 para resolver los asuntos.

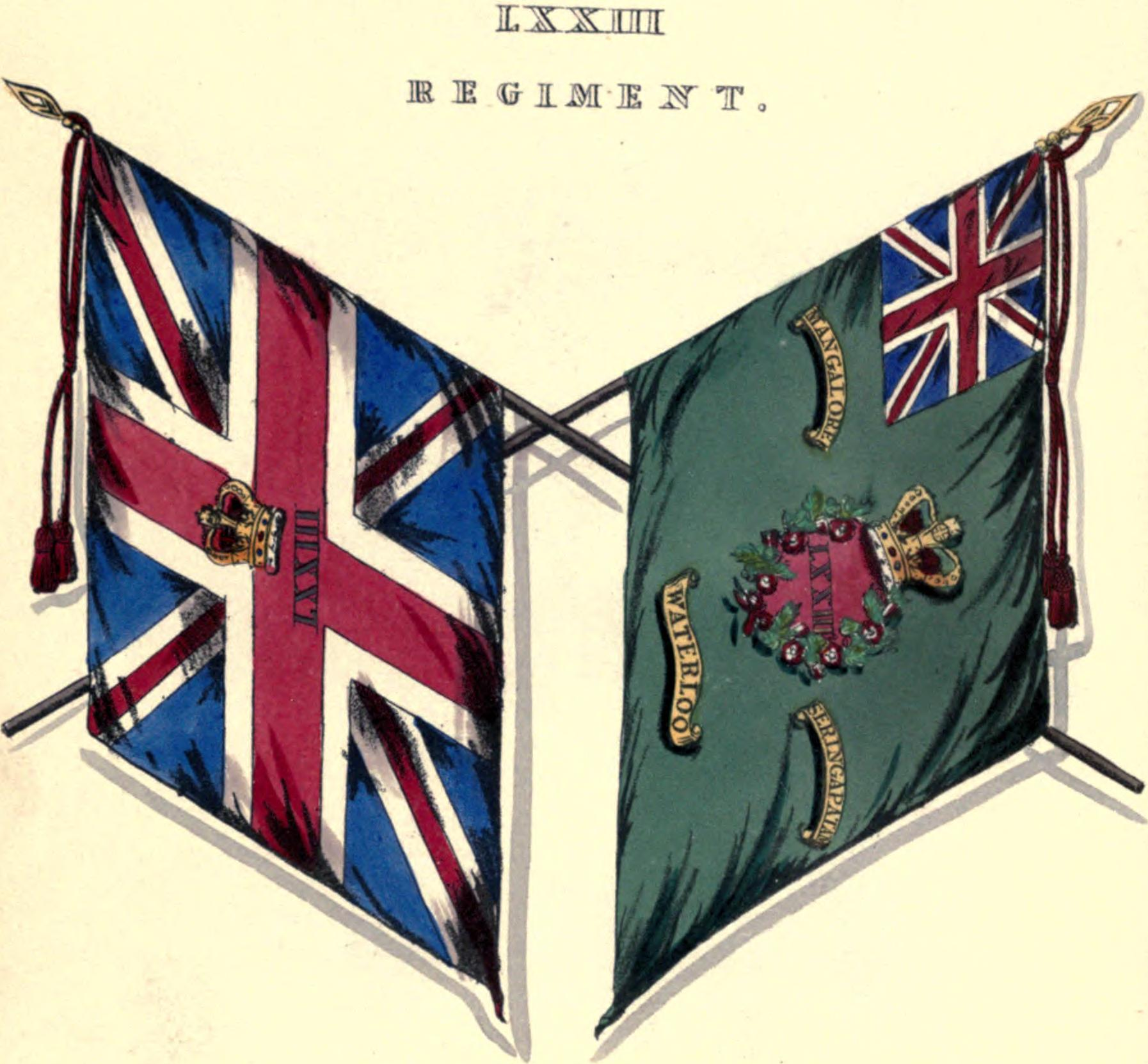
Banderas oficiales del Regimiento de a pie

Paterson había enviado a Johnston y Macarthur a Inglaterra el para juicio y confinado a Bligh en el cuartel hasta que este firmó un contrato de acuerdo para su regreso a Inglaterra. Paterson, cuya salud le estaba fallando, se retiró a la Casa de Gobierno en Parramatta y dejó a Foveaux a cargo de la colonia.
En enero del año 1809 a Bligh le fue dado el control del HMS Porpoise con la condición de que regresara a Inglaterra. Sin embargo, Bligh navegó hacia Hobart Tasmania, buscando el apoyo del Teniente Gobernador de Tasmania  David Collins para retomar el control de la colonia. Pero Collins no le apoyó y Paterson dio órdenes para que Bligh permaneciera reducido a bordo del Porpoise, amarrado en Hobart hasta enero del año 1810.
El Ministerio Colonial, finalmente, decidió que el envío de gobernadores navales para hacerse cargo de la colonia era insostenible. En cambio, el Cuerpo de Nueva Gales del Sur, ahora conocido como el 102.º Regimiento de a pie, fue enviado a Inglaterra y se sustituye por el 73.er Regimiento de a pie, cuyo comandante en jefe tendría el cargo de Gobernador. Bligh fue restituido por 24 horas, para después ser enviado a Inglaterra. Johnston también fue enviado a Inglaterra para ser juzgado por una corte marcial,mientras que Macarthur fue juzgado en Sídney. El Mayor General Lachlan Macquarie fue puesto a cargo de la misión después de que el Mayor General Nightingall Miles cayese enfermo poco antes de la salida. Macquarie asumió el cargo de Gobernador en una elaborada ceremonia el 1 de enero de 1810.

## Consecuencias

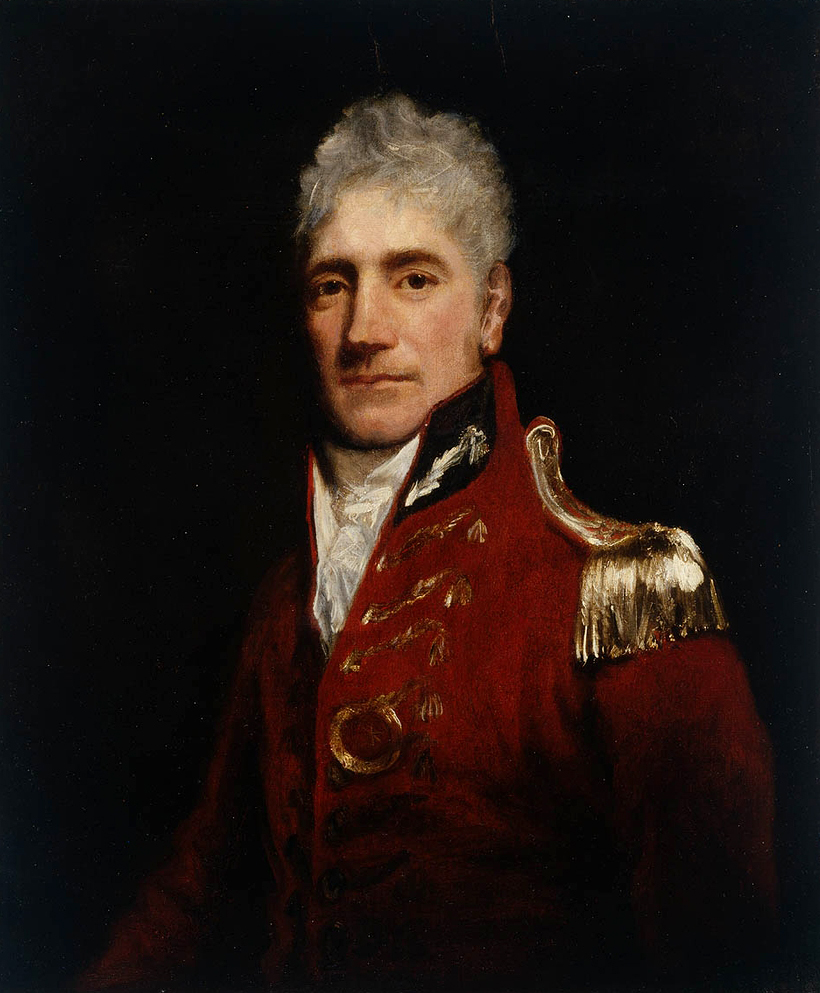
Lachlan Macquarie, Gobernador de Nueva Gales del Sur y Comandante del Regimiento

El Gobernador Macquarie reintegró a todos los funcionarios que habían sido despedidos por Johnston y Macarthur y canceló todas las concesiones agrícolas y de valores que se habían hecho desde la deposición de Bligh, aunque para calmar las cosas hizo las donaciones que creía apropiadas para evitar cualquier venganza.
Cuando Bligh recibió la noticia de la llegada de Macquarie navegó desde Hobart a Sídney, llegando el 17 de enero de 1810, con el fin de  reunir pruebas para la próxima corte marcial del Mayor George Johnston. Él partió para el juicio en Inglaterra el 12 de mayo, llegando el 25 de octubre de 1810 a bordo del Hindustan.
Habiendo escuchado los argumentos de ambas partes de manera informal, las autoridades de Gobierno en Inglaterra no se dejaron impresionar por las acusaciones de Macarthur y Johnston contra Bligh, o por las cartas rencorosas de Bligh, acusando a figuras clave en la colonia de conducta inaceptable. Johnston fue sometido a consejo de guerra, declarado culpable y degradado, la pena más baja posible. Él fue capaz de regresar como un ciudadano libre a su finca Annandale en Sídney. MacArthur no fue juzgado, pero se le negó el permiso para regresar a Mueva Gales del Sur hasta el año 1817, ya que él no quiso admitir su mal comportamiento.
La promoción de Bligh a Almirante se llevó a cabo al final del juicio contra Johnston. Posteriormente se le concedió con efecto retroactivo al 31 de julio de 1810 y tomó una posición que Bligh siempre había mantenido. Continuó su carrera naval en el Almirantazgo de manera espectacular, y murió en el año 1817.
Macquarie había quedado impresionado con la administración de Foveaux. Él propuso el nombre de Foveaux para sustituir a Collins como gobernador de Tasmania porque no podía pensar en nadie más acertado, considerando que no podía haber actuado de otro modo en lo que respectaba a bligh. Sin embargo, cuando Foveaux volvió a Inglaterra en el año 1810,  fue juzgado por haber consentido que Bligh fuera depuesto y encarcelado; la recomendación de Macquarie fue ignorada. Foveaux fue incorporado de vuelta al servicio activo en el año 1811 y ascendido a teniente coronel de la Infantería Ligera Griega; después de siguió una carrera militar sin incidentes, ascendiendo al rango de teniente general.

## Causas

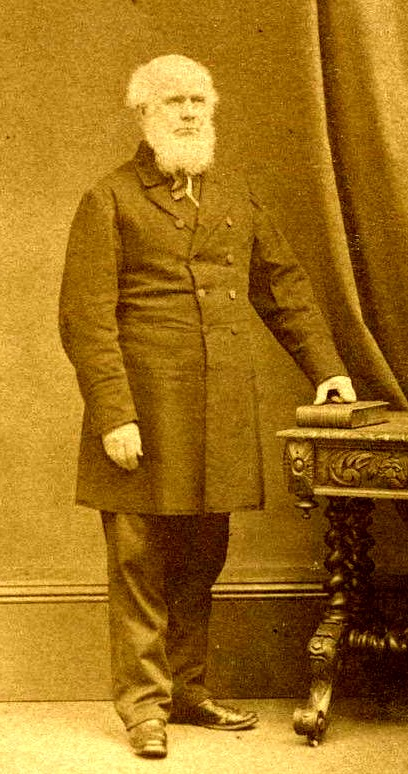
William Howitt

Michael Duffy, periodista australiano, escribía en el año 2006:
La rebelión del ron ha caído en el olvido histórico porque es ampliamente incomprendida. Se trata de la creencia popular de que el autocrático Bligh fue eliminado porque amenazó a los enormes beneficios que se estaban realizando con la negociación de licor por los funcionarios del Cuerpo de Nueva Gales del Sur y por empresarios como John Macarthur. Este punto de vista sugiere que no era más que una disputa indeseable entre las partes por igual.  Sin embargo el conflicto tuvo una profundidad mayor que la de una mera disputa. En esencia fue la culminación de una lucha de larga duración por el poder entre los empresarios públicos y privados, una lucha por el futuro y la naturaleza de la colonia. Los primeros gobernadores querían mantener Nueva Gales del Sur como una prisión a cielo abierto a gran escala, con una economía primitiva basada en labradores ex convictos y dirigida por una autoridad militar. 
Duffy continúa diciendo que la rebelión no fue considerada en el momento causa del ron:
... Casi nadie en el momento de la rebelión pensaba que fuera acerca del ron. Bligh había tratado brevemente para darle ese giro, para difamar a sus rivales, pero no había pruebas de ello y la rebelión siguió adelante.Muchos años después, en el año 1855, un cuáquero llamado Inglés William Howitt publicó una historia popular de Australia. Al igual que muchos abstemios estaba dispuesto a culpar al alcohol de todos los problemas del mundo. Howitt se puso del lado de Bligh e inventó la frase rebelión del ron y se ha mantenido desde entonces.
Algunos historiadores rechazan la idea de que el conflicto fuese debido referente a la política de Bligh: deponerle debido a su política habría sido inútil, ya que el nuevo Gobernador simplemente continuaría su misma política. Ellos ven la principal causa en la actitud de Bligh hacia la alta burguesía de Nueva Gales del Sur, y en el fracaso de aceptarlos como iguales en su entorno social.
The Biography of Early Australia (La Biografía del Principio de Australia) rechaza las quejas de Macarthur como ridículas y cita a Evatt como culpable de dos de los tres cargos presentados contra él, incluyendo el de sedición. Ambos consideran que las acciones de  Bligh estaban totalmente justificadas porque él era la autoridad legítima. Por otra parte, encarcelar a la gente y amenazar con hacer lo mismo ante el tribunal al no ceder a los deseos de dicha autoridad parece ser jurídicamente problemático. Duffy declara que si Johnston hubiese llegado cuando se le citó el 25 de enero la rebelión del ron, probablemente, nunca habría sucedido.